# Списък с филмите на „Кълъмбия Пикчърс“ (2010 – 2019)
Следва списък с филмите, които са продуцирани или пуснати от Кълъмбия Пикчърс през 2010 – 2019 г. Тя е едно от петте най-големи филмови студия. Кълъмбия Пикчърс е дъщерна компания на конгломерата Сони.
| Пускане              | Заглавие                                      | Бележки |
| -------------------- | --------------------------------------------- | --- |
| 19 март 2010 г.      | Отстреляй бившата                             | копродукция с Original Film и Relativity Media |
| 11 юни 2010 г.       | Карате кид                                    | копродукция с Overbrook Entertainment и JW Productions |
| 25 юни 2010 г.       | Дърти хлапета                                 | копродукция с Happy Madison Productions |
| 23 юли 2010 г.       | Агент Солт                                    | копродукция с Relativity Media |
| 6 август 2010 г.     | Ченгета в резерв                              | копродукция с Gary Sanchez Productions и Mosaic Media Group |
| 13 август 2010 г.    | Яж, моли се и обичай                          | копродукция с Plan B Entertainment |
| 24 септември 2010 г. | Да загубиш девствеността си                   | копродукция с Gary Sanchez Productions |
| 1 октомври 2010 г.   | Социалната мрежа                              | Номинация „Оскар“ за най-добър филм награда „Златен глобус“ за най-добър филм – драма копродукция с Relativity Media и Scott Rudin Productions |
| 10 декември 2010 г.  | Туристът                                      | номинация „Златен глобус“ за най-добър филм – мюзикъл или комедия разпространение извън Великобритания, Франция и Германия копродукция с StudioCanal, GK Films и Spyglass Entertainment                                                                                |
| 17 декември 2010 г.  | Как да разбера                                | копродукция с Gracie Films |
| 14 януари 2011 г.    | Зеленият стършел                              | копродукция с Original Film |
| 25 януари 2011 г.    | Ловен сезон 3                                 | копродукция с Sony Pictures Animation |
| 11 февруари 2011 г.  | Жена назаем                                   | копродукция с Happy Madison Productions |
| 11 март 2011 г.      | Битка Лос Анджелис: Световна инвазия          | копродукция с Original Film и Relativity Media |
| 17 юни 2011 г.       | Палавата класна                               | копродукция с Mosaic Media Group и Radar Pictures |
| 8 юли 2011 г.        | Опашати сватовници                            | копродукция с Metro-Goldwyn-Mayer, Happy Madison Productions и Broken Road Productions |
| 29 юли 2011 г.       | Смърфовете                                    | копродукция с Sony Pictures Animation и The Kerner Entertainment Company |
| 12 август 2011 г.    | За по-малко от 30 минути                      | копродукция с Media Rights Capital и Red Hour Productions |
| 9 септември 2011 г.  | Бъки Ларсън: Роден да бъде звезда             | копродукция с Happy Madison Productions |
| 16 септември 2011 г. | Да предизвикаш съдбата                        | международно разпространение, копродукция с Imagine Entertainment и Sony Pictures Classics |
| 23 септември 2011 г. | Кешбол                                        | Номинация „Оскар“ за най-добър филм Номинация „Златен глобус“ за най-добър филм – драма копродукция с Scott Rudin Productions и Michael de Luca Productions |
| 7 октомври 2011 г.   | Маската на властта                            | Номинация „Златен глобус“ за най-добър филм – драма единствено разпространение в САЩ, копродукция с Cross Creek Pictures, Smoke House Pictures, Exclusive Media и Appian Way Productions                                                                               |
| 28 октомври 2011 г.  | Анонимен                                      | копродукция с Relativity Media и Centropolis Entertainment |
| 11 ноември 2011 г.   | Джак и Джил                                   | копродукция с Happy Madison Productions |
| 23 ноември 2011 г.   | Тайните служби на Дядо Коледа                 | копродукция с Sony Pictures Animation и Aardman Animations |
| 20 декември 2011 г.  | Мъжете, които мразеха жените                  | копродукция с Metro-Goldwyn-Mayer, Scott Rudin Productions и Yellow Bird |
| 21 декември 2011 г.  | Приключенията на Тинтин: Тайната на еднорога  | единствено международно разпространение продуциран от Paramount Pictures, Nickelodeon Movies, Amblin Entertainment, WingNut Films, The Kennedy/Marshall Company и Hemisphere Media Capital                                                                             |
| 17 февруари 2012 г.  | Призрачен ездач 2: Духът на отмъщението       | единствено разпространение в САЩ продуциран от Hyde Park Entertainment, Imagenation Abu Dhabi, Crystal Sky Pictures и Marvel Entertainment |
| 16 март 2012 г.      | Внедрени в час                                | копродукция с Metro-Goldwyn-Mayer, Relativity Media, Original Film и Cannell Studios |
| 27 април 2012 г.     | Пиратите! Банда неудачници                    | копродукция с Sony Pictures Animation и Aardman Animations |
| 25 май 2012 г.       | Мъже в черно 3                                | копродукция с Amblin Entertainment, Hemisphere Media Capital, P+M Imagenation и Wardour Street Pictures |
| 15 юни 2012 г.       | Браво, момчето ми!                            | копродукция с Happy Madison Productions и Relativity Media |
| 3 юли 2012 г.        | Невероятният Спайдър-Мен                      | копродукция с Marvel Entertainment и Laura Ziskin |
| 3 август 2012 г.     | Зов за завръщане                              | римейк на филма от 1990 г. копродукция с Relativity Media, Original Film и Prime Focus |
| 8 август 2012 г.     | Любовна терапия                               | копродукция с Metro-Goldwyn-Mayer, Escape Artists, Mandate Pictures и Alliance Films |
| 24 август 2012 г.    | Спешна пратка                                 | копродукция с Pariah |
| 28 септември 2012 г. | Хотел Трансилвания                            | копродукция с Sony Pictures Animation |
| 12 октомври 2012 г.  | Тежка категория                               | копродукция с Happy Madison Productions, Broken Road Productions и Hey Eddie |
| 9 ноември 2012 г.    | 007 Координати: Скайфол                       | единствено разпространение копродукция с Metro-Goldwyn-Mayer, United Artists, Pinewood Studios и Eon Productions |
| 19 декември 2012 г.  | Враг номер едно                               | Номинация „Оскар“ за най-добър филм Номинация „Златен глобус“ за най-добър филм – драма единствено разпространение в САЩ продуциран от Annapurna Pictures и First Light Productions Universal Pictures поддържа европейските и южноафрикански права за разпространение |
| 25 декември 2012 г.  | Джанго без окови                              | Номинация „Оскар“ за най-добър филм Номинация „Златен глобус“ за най-добър филм – драма единствено международно разпространение продуциран от Weinstein Company и A Band Apart                                                                                         |
| 31 май 2013 г.       | Земята: Ново начало                           | копродукция с Overbrook Entertainment и Blinding Edge Pictures |
| 12 юни 2013 г.       | Това е краят                                  | копродукция с Mandate Pictures и Point Grey Pictures |
| 28 юни 2013 г.       | Белият дом: Под заплаха                       | копродукция с Centropolis Entertainment, Mythology Entertainment и Iron Horse Entertainment |
| 12 юли 2013 г.       | Дърти хлапета 2                               | копродукция с Happy Madison Productions |
| 31 юли 2013 г.       | Смърфовете 2                                  | единствено разпространение, копродукция с Sony Pictures Animation, The Kerner Entertainment Company и Hemisphere Media Capital |
| 27 септември 2013 г. | Облачно с кюфтета 2: Отмъщението на огризките | копродукция с Sony Pictures Animation |
| 11 октомври 2013 г.  | Капитан Филипс                                | Номинация „Оскар“ за най-добър филм Номинация „Златен глобус“ за най-добър филм – драма единствено разпространение продуциран от Scott Rudin Productions, Michael de Luca Productions и Trigger Street Productions                                                     |
| 20 декември 2013 г.  | Американска схема                             | Номинация „Оскар“ за най-добър филм Награда „Златен глобус“ за най-добър филм – мюзикъл или комедия единствено разпространение продуциран от Annapurna Pictures и Atlas Entertainment                                                                                  |
| 7 февруари 2014 г.   | Пазители на наследството                      | единствено разпространение в САЩ, продуциран от Fox 2000 Pictures, Studio Babelsberg, Smokehouse Pictures и Obelisk Productions |
| 12 февруари 2014 г.  | Робокоп                                       | единствено разпространение, продуциран от Metro-Goldwyn-Mayer и Strike Entertainment |
| 2 май 2014 г.        | Невероятният Спайдър-Мен 2                    | копродукция с Marvel Entertainment, K/O Paper Products, Ingenious Media и Arad Productions |
| 13 юни 2014 г.       | Внедрени в час 2                              | копродукция с Metro-Goldwyn-Mayer, Original Film, Ingenious Film Partners, Cannell Studios и LStar Capital |
| 18 юли 2014 г.       | Секс запис                                    | копродукция с Escape Artists, LStar Capital и Media Rights Capital |
| 26 септември 2014 г. | Закрилникът                                   | копродукция с Escape Artists, Village Roadshow Pictures, Mace Neufeld Productions, LStar Capital и ZHIV Productions |
| 17 октомври 2014 г.  | Ярост                                         | копродукция с QED International, LStar Capital, Le Grisbi Productions и Crave Films |
| 19 декември 2014 г.  | Ани                                           | копродукция с Overbrook Entertainment, LStar Capital и Village Roadshow Pictures |
| 25 декември 2014 г.  | Интервюто                                     | копродукция с Point Grey Pictures и LStar Capital |
| 6 март 2015 г.       | Чапи                                          | копродукция с Media Rights Capital и LStar Capital |
| 17 април 2015 г.     | Ченгето на мола 2                             | единствено разпространение, продуциран от Happy Madison Productions, Hey Eddie and Broken Road |
| 29 май 2015 г.       | Алоха                                         | единствено разпространение в САЩ и Канада, продуциран от 20th Century Fox, Regency Enterprises, LStar Capital, Vinyl Films, RatPac Entertainment и Scott Rudin Productions                                                                                             |
| 24 юли 2015 г.       | Пиксели                                       | копродукция с LStar Capital, Happy Madison Productions, 1492 Pictures и China Film Group |
| 25 септември 2015 г. | Хотел Трансилвания 2                          | копродукция с Sony Pictures Animation и LStar Capital |
| 16 октомври 2015 г.  | Goosebumps: Страховити истории                | единствено разпространение, продуциран от LStar Capital, Village Roadshow Pictures, Sony Pictures Animation, Original Film и Scholastic Entertainment |
| 30 октомври 2015 г.  | Грешки на природата                           | копродукция с LStar Capital |
| 6 ноември 2015 г.    | Спектър                                       | единствено разпространение, копродукция с Eon Productions, B24, Danjaq и Metro-Goldwyn-Mayer |
| 20 ноември 2015 г.   | Купон преди Коледа                            | копродукция с Point Grey Pictures, Good Universe и LStar Capital |
| 25 декември 2015 г.  | Сътресение                                    | копродукция с Village Roadshow Pictures, The Shuman Company, The Cantillon Company и Scott Free Productions |
| 22 януари 2016 г.    | Петата вълна                                  | копродукция с GK Films, Material Pictures и Weimaraner Republic Pictures |
| 19 февруари 2016 г.  | Възкресение                                   | копродукция с Affirm Films, LD Entertainment и Patrick Aiello Productions |
| 11 март 2016 г.      | Гримсби                                       | копродукция с Village Roadshow Pictures, Working Title Films, Big Talk Productions и Four By Two Films |
| 16 март 2016 г.      | Чудеса от рая                                 | копродукция с Affirm Films и Roth Films |
| 20 май 2016 г.       | Angry Birds: Филмът                           | копродукция с Rovio Animation |
| 24 юни 2016 г.       | Опасни води                                   | копродукция с Weimaraner Republic Pictures |
| 15 юли 2016 г.       | Ловци на духове                               | копродукция с The Montecito Picture Company |
| 12 август 2016 г.    | Саламена фиеста                               | копродукция с Point Grey Pictures и Annapurna Pictures |
| 23 септември 2016 г. | Великолепната седморка                        | копродукция с Metro-Goldwyn-Mayer, Village Roadshow Pictures, LStar Capital, Escape Artists и Fuqua Films |
| 28 октомври 2016 г.  | Ад                                            | копродукция с Imagine Entertainment |
| 21 декември 2016 г.  | Пасажери                                      | копродукция с Village Roadshow Pictures, Original Film, Start Motion Pictures и LStar Capital |
| 24 март 2017 г.      | Признак на живот                              | копродукция с Skydance Media и Mockingbird Pictures |
| 7 април 2017 г.      | Смърфовете: Забравеното селце                 | копродукция с Sony Pictures Animation и The Kerner Entertainment Company |
| 16 юни 2017 г.       | Тежка нощ                                     | копродукция с Paulilu Productions, Matt Tolmach Productions и 3 Arts Entertainment |
| 7 юли 2017 г.        | Спайдър-Мен: Завръщане у дома                 | копродукция с Marvel Studios, Pascal Pictures, Wanda Media Group и LStar Capital |
| 28 юли 2017 г.       | Емоджи: Филмът                                | копродукция с Sony Pictures Animation |
| 4 август 2017 г.     | Тъмната кула                                  | копродукция с Weed Road Pictures, Media Rights Capital и Imagine Entertainment |
| 29 октомври 2017 г.  | Линия на смъртта                              | копродукция с Cross Creek Pictures, Further Films и Laurence Mark Productions |
| 6 октомври 2017 г.   | Блейд Рънър 2049                              | единствено международно разпространение, копродукция с Alcon Entertainment, Thunderbird Entertainment и Scott Free Productions, северноамериканското разпространение се поддържа от Warner Bros. Pictures                                                              |
| 20 октомври 2017 г.  | Само смелите                                  | копродукция с Black Label Media, Di Bonaventura Pictures и Conde Nast Entertainment Summit Entertainment разпространява и поддържа правата за разпространение. |
| 17 ноември 2017 г.   | Вътрешен град                                 | копродукция с Cross Creek Pictures и Marco |
| 17 ноември 2017 г.   | Звездата                                      | единствено разпространение, продуциран от Sony Pictures Animation, Walden Media, Affirm Films, The Jim Henson Company и Franklin Entertainment |
| 20 декември 2017 г.  | Джуманджи: Добре дошли в джунглата            | копродукция с Radar Pictures, Matt Tomalch Productions и Seven Bucks Productions |
| 9 февруари 2018 г.   | Зайчето Питър                                 | копродукция с Sony Pictures Animation, Olive Bridge Entertainment, Animal Logic, 2.0 Entertainment, Screen Australia и Screen NSW |
| 15 юни 2018 г.       | Суперфлай                                     | копродукция с Silver Pictures |
| 29 юни 2018 г.       | Сикарио 2: Солдадо                            | единствено разпространение в САЩ и Канада, копродукция с Black Label Media и Thunder Road Films |
| 13 юли 2018 г.       | Хотел Трансилвания 3: Чудовищна ваканция      | единствено разпространение, продуциран от Sony Pictures Animation и MRC |
| 20 юли 2018 г.       | Закрилникът 2                                 | копродукция с Escape Artists, Zhiv Productions, Mace Neufeld Productions и Picture Farm |
| 17 август 2018 г.    | Алфа                                          | копродукция с Studio 8 и The Picture Company |
| 14 септември 2018 г. | Хлапето Рик                                   | копродукция с Studio 8, Protozoa Pictures, LBI Entertainment и Le Grisbi Productions |
| 5 октомври 2018 г.   | Венъм                                         | копродукция с Tencent Pictures, Marvel Entertainment, Arad Productions, Matt Tolmach Productions и Pascal Pictures |
| 12 октомври 2018 г.  | Goosebumps: Призрачен Хелоуин                 | копродукция с Sony Pictures Animation, Original Film, Scholastic Productions и Silvertongue Films |
| 6 ноември 2018 г.    | Кандидатът                                    | копродукция с Stage 6 Films, Bron Studios, Right of Way Films и Creative Wealth Media |
| 9 ноември 2018 г.    | Момичето в паяжината                          | копродукция с Metro-Goldwyn-Mayer, Regency Enterprises, Studio Babelsberg, Scott Rudin Productions, Yellow Bird Entertainment, Pascal Pictures и The Cantillon Company                                                                                                 |
| 14 декември 2018 г.  | Спайдър-Мен: В Спайди-вселената               | Награда „Оскар“ за най-добър пълнометражен анимационен филм копродукция с Sony Pictures Animation, Marvel Entertainment, Arad Productions, Lord Miller Productions и Pascal Pictures                                                                                   |
| 25 декември 2018 г.  | Холмс и Уотсън                                | копродукция с Gary Sanchez Productions и Mosaic Media Group |
| 4 януари 2019 г.     | Escape Room: Играй или умри                   | копродукция с Original Film |
| 11 януари 2019 г.    | Пътят към дома                                | копродукция с Pariah |
| 1 февруари 2019 г.   | Мис Бала                                      | копродукция с Misher Films и Canana Films |
| 14 юни 2019 г.       | Мъже в черно: Глобална заплаха                | копродукция с Amblin Entertainment, Parkes+MacDonald Productions, Image Nation Abu Dhabi и Tencent Pictures |
| 2 юли 2019 г.        | Спайдър-Мен: Далече от дома                   | копродукция с Marvel Studios и Pascal Pictures |
| 26 юли 2019 г.       | Имало едно време в Холивуд                    | Номинация „Оскар“ за най-добър филм Награда „Златен глобус“ за най-добър филм – мюзикъл или комедия копродукция с Heyday Films |
| 14 август 2019 г.    | Angry Birds: Филмът 2                         | единствено разпространение, продуциран от Sony Pictures Animation и Rovio Animation |
| 18 октомври 2019 г.  | Земята на зомбитата: Двойна проверка          | копродукция с Pariah |
| 15 ноември 2019 г.   | Новите ангели на Чарли                        | копродукция с Brownstone Productions и 2.0 Entertainment |
| 13 декември 2019 г.  | Джуманджи: Следващото ниво                    | копродукция с Radar Pictures, Matt Tomalch Productions и Seven Bucks Productions |
| 25 декември 2019 г.  | Малки жени                                    | Номинация „Оскар“ за най-добър филм копродукция с Regency Enterprises и Pascal Pictures |